# Utskjera
Die Utskjera (norwegisch für Äußere Schären) sind eine Gruppe kleiner Inseln  vor der Ingrid-Christensen-Küste des ostantarktischen Prinzessin-Elisabeth-Lands. Sie liegen nordwestlich der Slettholmane und östlich des Publications-Schelfeises im südöstlichen Teil der Prydz Bay. 
Norwegische Kartografen, die sie auch benannten, kartierten sie im Detail anhand von Luftaufnahmen, die bei der Lars-Christensen-Expedition 1936/37 entstanden.